# Koríni
Koríni är en ort i Grekland.   Den ligger i prefekturen Nomós Voiotías och regionen Grekiska fastlandet, i den centrala delen av landet, 70 km väster om huvudstaden Aten. Koríni ligger 141 meter över havet och antalet invånare är 1 138.
Terrängen runt Koríni är kuperad åt sydost, men åt nordväst är den bergig. En vik av havet är nära Koríni söderut.  Närmaste större samhälle är Koróneia, 13,0 km norr om Koríni. 